# Хлорметилирование по Блану
Хлорметилирование по Блану (также называемое реакцией Блана) — это химическая реакция введения хлорметильной группы в ароматические соединения под действием формальдегида и хлороводорода в присутствии хлорида цинка или другой кислоты Льюиса в качестве катализатора. Реакция открыта Гюставом Луи Бланом (1872—1927) в 1923 году. Реакцию необходимо проводить с большой осторожностью, потому что, как и в большинстве реакций хлорметилирования, побочным продуктом является высоко канцерогенный дихлордиметиловый эфир.

## Механизм реакции
Реакция проводится в кислой среде с катализатором ZnCl2. В этих условиях протонируется карбонильная группа формальдегида, что повышает электрофильные свойства углерода. Образующийся катион атакуется ароматическими π-электронами с последующей реароматизацией ароматического кольца. Образующийся бензиловый спирт в данных условиях быстро превращается в хлорид.
Сильно активированные арены такие, как фенолы и анилины, не являются подходящими реагентами, так как они подвержены дальнейшей атаке по реакции алкилирования по Фриделю — Крафтсу. Но образование диарилметана в качестве побочного продукта является обычным во всех случаях.
Хотя эта реакция является эффективным средством введения хлорметильной группы, получение небольших количеств высоко канцерогенного дихлордиметилового эфира не позволяет использовать этот способ для промышленного производства.
Соответствующие реакции фторметилирования, бромметилирования и иодметилирования также могут быть проведены с использованием соответствующей галогеноводородной кислоты.

## Похожие реакции хлорметилирования
Хлорметилирование тиолов можно провести с использованием концентрированной HCl и формальдегида:
ArSH + CH2O + HCl → ArSCH2Cl + H2O
Хлорметилирование так же можно провести с использованием метилхлорметилового эфира:
ArH + CH3OCH2Cl → ArCH2Cl + CH3OH
Эта реакция используется при хлорметилировании стирола в производстве ионообменных смол и смолы Меррифилда.